# سه (فیلم ۲۰۱۶)
سه (به هندی: Te3n) فیلمی محصول سال ۲۰۱۶ و به کارگردانی ریبهو داسگوپتا است. در این فیلم بازیگرانی همچون آمیتاب باچان، نوازالدین صدیقی، ویدیا بالان، سابیاسچی چاکرابارتی ایفای نقش کرده‌اند.